# 儿童贩卖
儿童贩卖（英語：Trafficking of Children）是人口贩卖的一个类型，联合国将其定义为“招募、运送、转移、窝藏或接收”被以奴役、强迫劳动或剥削为目的而遭绑架的儿童。:第3(c)条 这一定义比同一份文件中“人口贩卖”的定义要宽泛许多。:第3(a)条 儿童也有可能因为收养而被贩卖。
尽管很难获得有关儿童贩卖规模的统计数据，但是国际劳工组织估计每年有10,000名儿童被贩卖。 而根据联合国毒品和犯罪问题办公室在2012年的一份报告宣称，儿童受害者的比例在三年内从20%上升到27%。 每年约有30万名儿童从世界各地被带走，他们被人贩子当作奴隶贩卖。而被贩卖到美国的17,000人中约有28%是儿童，相当于每天约有13名儿童被贩卖至美国。 根据反人口贩卖组织荆棘在2014年的一项研究调查发现，类似克雷格列表这样的网站已经沦为儿童贩卖组织内部经常用于业务开展的工具；在接受调查的儿童性交易受害者中的70%都曾在某个时候被在网络上进行贩卖。
儿童贩卖如今已经是国际公认存在于世界各地的严重犯罪行为，并且其对人权状况有严重影响。然而若非近十年有关研究和公共行动极具增加，有关儿童贩卖的流行程度和后果影响在十年前甚至还不具备国际关注度。目前有限的研究尚未确定儿童贩卖的所有原因，但像贫困、人道主义危机和缺乏教育都导致了较高几率的儿童贩卖问题。因此相应采取的各种解决方案或提议可分为四大类别：广泛保护、事前预防、加强执法和援助受害者。
涉及儿童贩卖的主要国家文件包括联合国在1990年生效的《儿童权利公约》和在2000年生效的《联合国打击跨国有组织犯罪公约关于预防、禁止和惩治贩运人口，特别是妇女和儿童行为的补充议定书》，以及国际劳工组织在2000年生效的《禁止和立即行动消除最恶劣形式的童工劳动公约》。

## 术语定义
第一个涉及儿童贩卖问题的主要国际文件是《巴勒莫议定书》的一部分，即《联合国打击跨国有组织犯罪公约关于预防、禁止和惩治贩运人口，特别是妇女和儿童行为的补充议定书》。该补充议定书第三(a)条将儿童贩卖定义为以剥削为目的“招募、运送、转移、窝藏或接收”儿童。 但是这里给出的有关儿童贩卖定义仅适用于跨国或涉及有组织犯罪集团的贩卖案件；而在实际上，儿童贩卖的现实已经被认为远远超过这些定义。 国际劳工组织对联合国的定义进行了拓展，认为“迁移”和“剥削”是儿童贩卖的关键定义。 在这里所使用的“儿童”定义源自联合国于1989年颁布的《儿童权利公约》，“儿童系指18岁以下的任何人，除非对其适用之法律规定成年年龄低于18岁。” 该定义中概述的区别非常重要，因为部分国家或地区将“成人年龄”设定为低于18岁，从而会影响在法律上是否构成儿童贩卖行为的界定。

### 其他法律文件
许多国际性、区域性及全国性文件都涉及到儿童贩卖问题。这些文件从法律上界定了如何构成儿童贩卖行为，从而可以对从事或促进这一行为的人员进行适当的法律打击。这些法律文件有各式各样的名称，例如：公约、议定书、备忘录、联合行动、建议和声明等。本章节将列举几个最重要的文件。

#### 国际人权相关文件
这些文件大部分由联合国制订，旨在保护人权，特别是少年儿童的相关权利。
- 《世界人权宣言》（1948年批准）[9]

- 《儿童权利公约》（1990年生效）[8]

#### 劳工和移民相关文件
儿童贩卖通常又会牵扯到劳工和移民问题，因此下列国际框架文件阐明了哪些做法是非法行为。
- 国际劳工组织《准予就业最低年龄公约》（1973年签署）[10]

- 国际劳工组织《禁止和立即行动消除最恶劣形式的童工劳动公约》（1999年签署）[11]
  - 国际劳工组织《关于禁止和立即行动消除最有害的童工形式建议书（英语：Worst Forms of Child Labour Recommendation）》（1999年签署）[12]

- 国际劳工组织《强迫劳动公约》（1930年签署）[13]

- 国际劳工组织《移民就业公约（修订版）（英语：Migration for Employment Convention (Revised), 1949）》（1949年签署）[14]

- 联合国《保护所有移徙工人及其家庭成员权利国际公约（英语：Migrant Workers Convention）》（1990年签署）[15]

#### 针对贩卖相关文件
- 《联合国打击跨国有组织犯罪公约关于预防、禁止和惩治贩运人口，特别是妇女和儿童行为的补充议定书（英语：Protocol to Prevent, Suppress and Punish Trafficking in Persons, Especially Women and Children）》（2000年签署）[1]

- 《人权保障及防制人口贩运工作中被推荐使用原则与纲领》（2002年签署）[16]

- 《跨国收养方面保护儿童及合作公约》（1993年签署）[17]

#### 区域性文件
一些区域性或地区性组织也制订了一些区域性文件来指导本区域各国就儿童贩卖问题做出相应行动。
本章节列举的是一些主要文件，还有许多其他文件没有列入其中。
- 欧洲联盟《欧洲理事会打击人口贩卖公约（英语：Council of Europe Convention on Action Against Trafficking in Human Beings）》（2005年签署）[18]

- 《欧洲议会及理事会指令》（2011年）[19]

- 南亚区域合作联盟《预防和打击贩卖妇女和儿童从事卖淫公约》[20]

- 东南亚国家联盟《禁止贩运人口特别是妇女和儿童公约》[19]

- 澜沧江－湄公河流域国家合作组织《澜湄流域国家共同打击跨境人口拐卖联合行动》[21]

#### 国内立法
根据已确立的国际原则，与儿童贩卖有关的国内立法持续在世界范围内发展。联合国打击人口贩卖全球倡议称赞反人口贩卖立法至关重要，因为它能确保“人贩子”和“受害者”得到相应的区别对待。例如，“如果使用移民法来追捕‘人贩子’的话，那最后的情况是会导致‘受害者’也被认定为非法移民；而如果在现行移民法机制下区分‘人贩子’和‘受害者’的话，那‘受害者’更有可能被视为非法移民。” 同时在拥有儿童贩卖相关立法的国家，受害者或受害者家属也可以对人贩子进行民事诉讼。

## 主要类型
儿童在遭受贩卖后的预期或实际目的并不总是可知的。

### 强迫劳动
儿童贩卖的目的往往是强迫儿童劳动。 联合国儿童基金会估计，仅在2011年，发展中国家中约有1.5亿名5到14岁年龄段的儿童被迫沦为童工。 而根据联合国儿童基金会在2020年的数据显示，全球童工规模已增加至1.6亿，同时终止童工运动遭遇了20年以来的首次停滞。 国际劳工组织在2010年的一份报告现实，60%的童工在从事农业劳作。 一项针对撒哈拉以南非洲地区农村和城市童工率的对比研究现实，84.3%的童工在农村工作；同时该地区99.8%的5到14岁年龄段儿童都在从事某项经济生产工作。
 此外根据国际劳工组织估计，约有1.15亿儿童从事着危险工作，例如毒品交易和性交易。 总体而言，童工可以有多种形式，例如家庭奴役或在农业、服务业及制造业工作。根据几位研究人员的说法，大多数的儿童都被迫从事廉价且易于控制的工作，并多在家庭、农场、工厂或餐馆等地方工作。 儿童不仅是廉价劳动力，而且还能够完成成年人因体型而无法完成的工作，例如加纳的捕鱼工作。由于儿童的手比较小，因此他们可以比成年人更容易将渔网中的鱼抓出来。因此对儿童服务需求量非常大，这也导致大部分人口贩卖的目的就是提供童工。
被贩卖的儿童可能会遭受性剥削，并被用于军事武装、毒品交易，以及儿童乞讨等目的。 就全球趋势而言，国际劳工组织估计，在2004年－2008年期间，童工发生率下降了3%；这与之前的国际劳工组织报告形成了鲜明对比，那份报告显示在2000年－2004年期间，童工减少了10%。 国际劳工组织认为，童工在全球范围内出现下降趋势；但在撒哈拉以南非洲地区，那里的童工数量保持相对稳定：在该地区5岁到17岁年龄段儿童中，约有四分之一在这里从事劳动。 而联合国儿童基金会在2011年的一份报告中显示，全球31%的童工位于西非地区。在该地区，6岁到14岁年龄段的儿童中有六分之一在劳动。该报告还发现，撒哈拉以南非洲地区43%的童工是由于儿童迁徙或贩卖所造成的。 另一个主要的全球趋势显示15岁到17岁年龄段儿童童工数量在过去五年增加了20%。 一个令人惊讶的例子发生在美国，金伯利·麦凯布（Kimberly A. McCabe）指出蓋璞与耐克等公司涉嫌在1990年代使用“血汗工厂”，他们利用被贩卖的儿童来生产他们所需要的产品。 在进一步调查之后，盖璞公司工厂的危险工作条件被曝露无疑。儿童在危险和破旧的工厂里工作，被沦为虐待的受害者，但却只有微薄的薪酬。在随后的几年里，类似的丑闻在亚洲和非洲的其他地区也被曝光。
由于这些案例，联合国秘书长试图在2011年通过实施联合国所倡导的“保护、尊重和补救（Protect, Respect and Remedy）”框架，以便为跨国公司或其他工商企业确立起与它们与人权的指导性原则。该框架报告于2011年6月16日获得联合国人权理事会17/4号决议的认可，其主要内容可概述为三个原则：
1. 国家有责任保护人权不受跨国公司和其他工商企业侵害或它们参与的侵害，
2. 公司有责任尊重所有人权，
3. 以及有必要通过适当的司法或非司法机制等获得有效补救。[29]

该决议试图建立一个对适当工作条件的普遍理解，并对违反指导原则规定的公司进行惩罚。此外，这份决议还披露了有关权利受到侵犯的劳工所造成的持续性后果。然而时至2018年，全球仍有2.18亿儿童被发现在全职劳动，其中许多受雇于工厂主以降低生产成本。

### 性剥削
《关于买卖儿童、儿童卖淫和儿童色情制品问题的任择议定书》是联合国于2000年所正式通过的《儿童权利公约》中的一项议定书。 该议定书的根本内容是要求所有缔约国禁止买卖儿童、儿童卖淫和儿童色情制品。 根据国际劳工组织的定义，对儿童的性剥削包括以下所有做法。
1. 在街头或室内，如妓院、迪斯科舞厅、按摩院、酒吧、酒店、餐馆等场所，利用女孩和男孩以现金或实物为报酬的性活动（通常称为儿童卖淫）。
2. 为性交易而贩卖男女儿童及青少年。
3. 儿童性旅游。
4. 涉及儿童色情制品的制作、推广和传播。
5. 在（公开或私人）性节目中使用儿童。

虽然这种犯罪方式由于其隐蔽性而导致难以具体统计其受害者规模，但国际劳工组织估计全球每年约有180万名儿童因此被贩卖，而联合国儿童基金会在它们于2006年发布的《世界儿童状况报告（2006 State of the World's Children Report reports）》中则宣称这个数字高达200万。 国际劳工组织发现从事某些职业——例如家政服务和街头贩卖等——的女童工有更高的几率被卷入商业性儿童性交易。 而弗吉尼亚·肯德尔（Virginia M. Kendall）和马库斯·芬克（T. Markus Funk）在他们的著作就提到“12岁及更年幼的女童由于可塑性强而更容易被训练成妓女的未来角色，同时她们还会因为其童贞而被某些嫖客支付更高溢价而被重视”。

## 延伸阅读
- Conor Grennan. . 纽约市: 哈珀柯林斯. 2011. ISBN 9780061930058 （英语）.

- (PDF). 联合国毒品和犯罪问题办公室. 2009  [2022-08-31]. （原始内容存档 (PDF)于2022-09-01） （英语）.

- . 国际劳工组织.   [2022-08-31]. （原始内容存档于2021-04-22） （英语）.

- . 国际劳工组织.   [2022-08-30]. （原始内容存档于2022-09-27） （英语）.

- (PDF). 美国国务院. 2011-06  [2022-08-31]. （原始内容存档 (PDF)于2022-12-17） （英语）.

- (PDF). 国际劳工组织国际消除童工计划（英语：International Programme on the Elimination of Child Labour）. 2008  [2022-08-31]. （原始内容存档 (PDF)于2022-10-06） （英语）.

- (PDF). 联合国人权事务高级专员办事处.   [2022-08-31]. （原始内容存档 (PDF)于2022-11-07） （英语）.

- (PDF). 联合国人权事务高级专员办事处. 2010  [2022-08-31]. （原始内容存档 (PDF)于2022-10-06） （英语）.

- . 联合国儿童基金会. 2006  [2022-08-31]. （原始内容存档于2022-12-08） （英语）.

- (PDF). 联合国毒品和犯罪问题办公室. 2011  [2022-08-31]. （原始内容存档 (PDF)于2022-09-01） （英语）.